# Patricij Kodermac
Patricij Kodermac, slovenski kapucin, rimskokatoliški duhovnik in misijonar v Braziliji, * 4. april 1911, zaselek Britof pri Ligu,† 5. maj 1981, Butiatuba, Brazilija.

## Življenje in delo
Patricij Kodermac z rojstnim imenom Izidor, se je rodil kot štirinajsti otrok v štvilni kmečki družini. K sebi ga je vzel brat Alojzij, takrat kaplan v Tolminu in od 1922 župnik v Volčah. Tu je obiskoval ljudsko šolo, nato dva razreda gimnazije v malem semenišču v Gorici. Ko mu je v tem času umrl oče, je iztopil iz semenišča, jeseni 1927 pa je odšel v kapucinski samostan v Vipavski Križ. Študiral je tu in Padovi, napravil jeseni 1934 redovne zaobljube in bil 14. avgusta 1938 v Benetkah posvečen v duhovnika. Januarja 1939 je odšel za misijonarja v Brazilijo. Tu je najprej v mestu Paraná na kapucinski gimnaziji poučeval latinščino in grščino, potem pa je postal v kapucinskem semenišču v Kuritubi profesor dogmatike ter provincial kapucinskih provinc Paraná in Santa Catarina, ki sta bili samostojni provincialni komisariat, velik kot Jugoslavija. Skrbeti je moral za 5 malih semenišč, noviciat, 2 veliki semenišči, 22 konventov in vse kapucinske župnije, ki so bile tudi oddaljene tudi do 1300 kilometrov.  Tu je tudi veliko zidal: zgradil je več cerkev, kapel, župnišč, zavodov za redovnice, bolnišnic, 2 samostana in veliko semenišče sv. Marije v Irati. Ustanovil je tudi kapucinsko provinco sv. Lovrenca da Brindisi. Po letu 1964 pa se je posvetil ljudskemu misijonu. Umrl je v prometni nesreči, pokopan pa je na kapucinskem pokopališču v Batiatubi. 